# Nouvelle-Zélande aux Jeux mondiaux de 2017
Cet article contient des informations sur la participation et les résultats de la Nouvelle-Zélande aux Jeux mondiaux de 2017 à Wrocław en Pologne.

## Médailles

### Or
| Sport             | Discipline | Sportifs |
| Médaille d'or : 0 |            |          |

### Argent
| Sport                 | Discipline | Sportifs |
| Médaille d'argent : 0 |            |          |

### Bronze
| Sport                  | Discipline                    | Sportifs           |
| Médaille de bronze : 2 |                               |                    |
| Roller de vitesse      | Hommes - 15 000 m Élimination | Peter Michael (en) |
| Sauvetage sportif      | Hommes - 200 m Obstacles      | Steven Kent (en)   |